# Yvette Labrousse

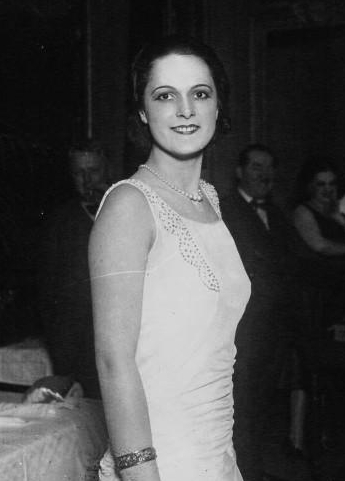
Yvette Labrousse (1930)

Yvette Blanche Labrousse, später Begum Om Habibeh bzw. Begum Aga Khan (* 15. Februar 1906 in Sète; † 1. Juli 2000 in Le Cannet) war die Ehefrau von Aga Khan III., dem geistlichen Führer der Ismailiten.
Yvette Labrousse, Tochter eines Straßenbahnfahrers und einer Schneiderin, wurde 1929 zur „Miss Lyon“ gekürt und gewann 1930 den Titel „Miss France“. Am 16. Oktober 1944 heiratete sie den geistlichen Führer der islamischen Gruppierung der Ismailiten, Aga Khan III. (1877–1957). Für ihn war es die vierte Ehe.
„Die Begum“ war in den 1940er und 1950er Jahren ein beliebtes Objekt der Boulevardpresse. In zahllosen Artikeln wurde über sie berichtet, obwohl ihr Eheleben ohne Skandale verlief – ganz im Gegensatz zu dem des ältesten Sohnes des Aga Khan, Prinz Aly Khan, der Ende der 1940er Jahre die US-amerikanische Schauspielerin Rita Hayworth heiratete und nach wenigen stürmischen Ehejahren wieder verließ.
Nach dem Tod des Aga Khan ließ die Begum bei seiner Villa im oberägyptischen Assuan am Westufer des Nils nahe der Insel Elephantine ein Mausoleum errichten. Bis zu ihrem eigenen Tod ließ sie täglich eine rote Rose auf den Marmorsarg ihres Mannes legen.
Als Witwe wandte sich die Begum karitativen Aufgaben innerhalb der Aga-Khan-Stiftung zu. Sie wurde neben ihrem Mann beigesetzt. Auf ihren Wunsch hin wurde ihr Schmuck im Wert von über fünf Millionen Euro in Genf zugunsten hilfsbedürftiger Menschen versteigert.
Sie war eine große Anhängerin der Musik von Richard Wagner und von den 1950er bis 1980er Jahren Ehrengast der Bayreuther Festspiele.